# Forsthaus U Lipků
Dům U Lipků nebo Forsthaus U Lipků je historický měšťanský dům čp. 237 v ulici V oboře v Rožmitále pod Třemšínem v okrese Příbram ve Středočeském kraji. Od roku 1965 je chráněn jako kulturní památka.

## Historie
Dům nazývaný také Forsthaus, protože zde býval lesní úřad, se nachází pod hrází rybníka Kuchyňka v centru města Rožmitál pod Třemšínem. Dům stojí na rozsáhlé zahradě, jejíž areál na jižní straně ohraničuje odtoková stoka rybníka – říčka Vlčava. Stojí na místě, kde se mělo již ve 12. století nacházet stavení, které ve druhé polovině 16. století. Uchýlila se sem Johanna, rozená Malovcová, vdova po Floriánu Gryspekovi (* 1592). Byla však donucena dům prodat arcibiskupu Harrachovi.
Později zde sídlili úředníci arcibiskupství pražského. Současná pozdně barokní stavba stojící na půdorysu písmene L, prošla klasicistní stavební úpravou. Areál je doplněn stodolou a původní zděnou bránou.

## Popis
Jedná se o přízemní stavbu s vysokými stropy a barokní mansardovou střechou, stojící volně v zahradě. Je obdélníkového půdorysu, symetrického tvaru s pozdější přístavbou pravého dvorního křídla. Dům se zahradadou je od silnice oddělen torsem původní zdi, ze které se dochovala pouze půloválně zaklenutá brána do dvora. Průčelí domu je čtyřosé. Objekt je v celém rozsahu zaklenut. Obvodové zdi jsou 100 cm silné. Dům nikdy nebyl podsklepen.